# Hagondange
Hagondange est une ville du Nord-Est de la France située dans le département de la Moselle, en Lorraine, entre Thionville et Metz.
Ses habitants sont les Hagondangeois.

## Géographie

### Localisation
Située sur la rive gauche de la Moselle dans une zone minière fortement industrialisée, elle est un des principaux centres d’une vaste agglomération, incluant notamment Amnéville, Rombas en Moselle, et, en Meurthe-et-Moselle, Briey, Jœuf, Homécourt.

### Géologie et relief
La commune se compose de 457,46 hectares de territoires artificialisés (83,33 %), 19,30 hectares de territoires agricoles (3,52 %), 66,19 hectares de forêts et milieux semi-naturels (12,06 %) et 5,79 hectares de surfaces en eau (1,05 %).
Biodiversité dans les territoires : Hagondange
| Amnéville        | Mondelange         |                |
|                  | Hagondange         | Ay-sur-Moselle |
| Marange-Silvange | Maizières-lès-Metz | Talange        |

### Hydrographie et les eaux souterraines
Hydrogéologie et climatologie : Système d’information pour la gestion des eaux souterraines du bassin Rhin-Meuse :
Territoire communal : Occupation du sol (Corinne Land Cover); Cours d'eau (BD Carthage),
Géologie : Carte géologique; Coupes géologiques et techniques,
 Hydrogéologie : Masses d'eau souterraine; BD Lisa; Cartes piézométriques.
La commune est située dans le bassin versant du Rhin au sein du bassin Rhin-Meuse. Elle est drainée par la Moselle, la Moselle canalisée et la Barche.
La Moselle, d’une longueur totale de 560 kilomètres, dont 315 kilomètres en France, prend sa source dans le massif des Vosges au col de Bussang et se jette dans le Rhin à Coblence en Allemagne.
La Moselle canalisée, d'une longueur totale de 135,2 km, prend sa source dans la commune de Pont-Saint-Vincent et se jette dans la Moselle à Kœnigsmacker, après avoir traversé 61 communes.
La Barche, d'une longueur totale de 10,5 km, prend sa source dans la commune de Pierrevillers et se jette dans la Moselle sur la commune, après avoir traversé six communes.

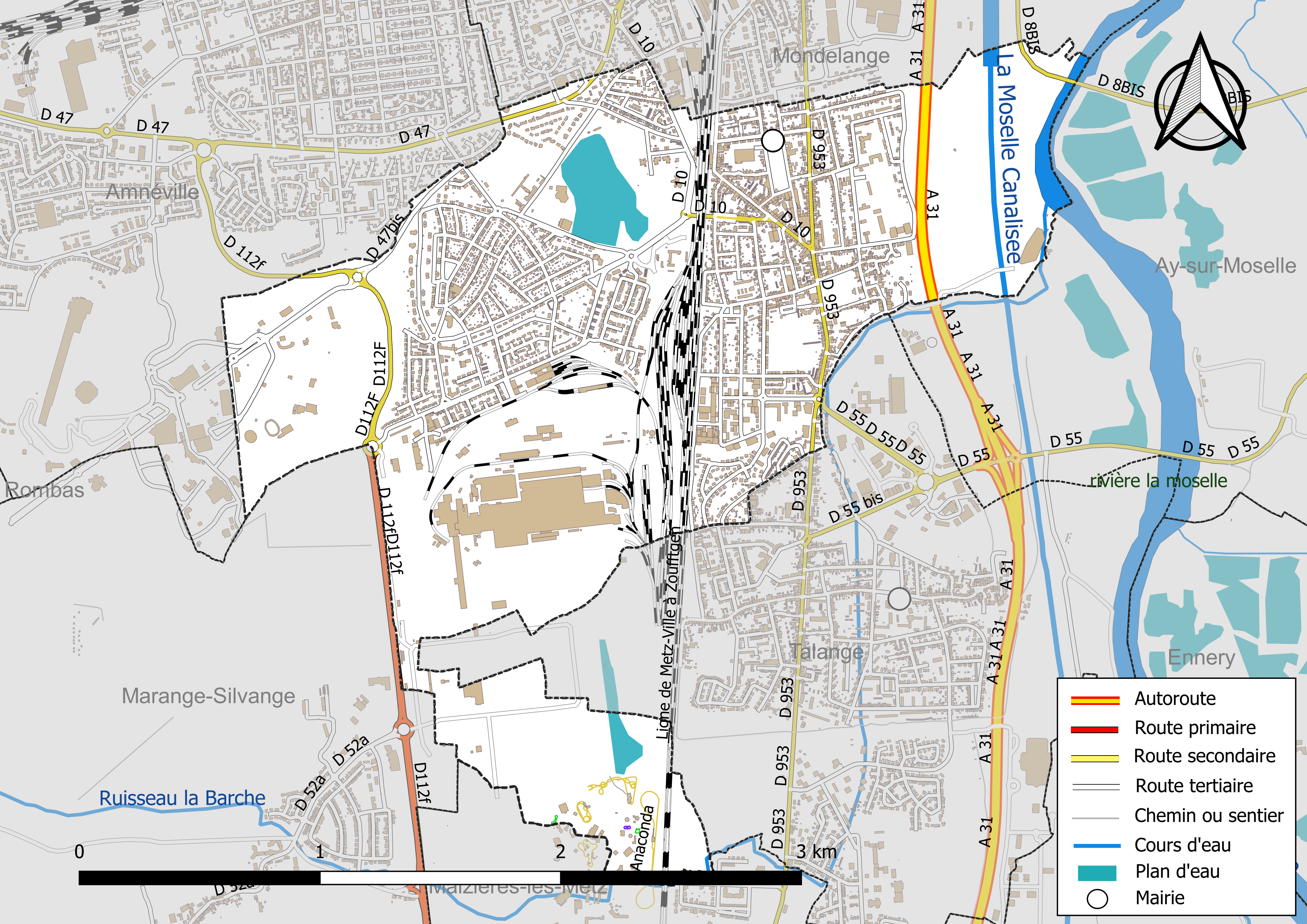
Réseaux hydrographique et routier d'Hagondange.

La qualité de la Moselle, de la Moselle canalisée et du ruisseau la Barche peut être consultée sur un site dédié géré par les agences de l’eau et l’Agence française pour la biodiversité.

### Climat
Pour des articles plus généraux, voir Climat du Grand Est et Climat de la Moselle.
En 2010, le climat de la commune est de type climat des marges montargnardes, selon une étude du Centre national de la recherche scientifique s'appuyant sur une série de données couvrant la période 1971-2000. En 2020, Météo-France publie une typologie des climats de la France métropolitaine dans laquelle la commune est exposée à un climat semi-continental et est dans la région climatique  Lorraine, plateau de Langres, Morvan, caractérisée par un hiver rude (1,5 °C), des vents modérés et des brouillards fréquents en automne et hiver. 
Pour la période 1971-2000, la température annuelle moyenne est de 9,6 °C, avec une amplitude thermique annuelle de 16,7 °C. Le cumul annuel moyen de précipitations est de 742 mm, avec 11,9 jours de précipitations en janvier et 9,1 jours en juillet. Pour la période 1991-2020, la température moyenne annuelle observée sur la station météorologique de Météo-France la plus proche, « Malancourt », sur la commune d'Amnéville à 2 km à vol d'oiseau, est de 10,2 °C et le cumul annuel moyen de précipitations est de 884,1 mm. 
La température maximale relevée sur cette station est de 39,3 °C, atteinte le 25 juillet 2019 ; la température minimale est de −17,9 °C, atteinte le 5 janvier 1985,,. 
| Mois                                  | jan.             | fév.             | mars           | avril           | mai             | juin            | jui.           | août           | sep.           | oct.            | nov.             | déc.             | année      |
| ------------------------------------- | ---------------- | ---------------- | -------------- | --------------- | --------------- | --------------- | -------------- | -------------- | -------------- | --------------- | ---------------- | ---------------- | ---------- |
| Température minimale moyenne (°C)     | −0,4             | −0,3             | 2,2            | 4,9             | 8,5             | 11,5            | 13,6           | 13,4           | 10,2           | 7,1             | 3,2              | 0,6              | 6,2        |
| Température moyenne (°C)              | 1,8              | 2,7              | 6,3            | 10              | 13,7            | 16,9            | 18,9           | 18,7           | 14,8           | 10,4            | 5,7              | 2,6              | 10,2       |
| Température maximale moyenne (°C)     | 4,1              | 5,8              | 10,4           | 15              | 18,8            | 22,2            | 24,3           | 24             | 19,4           | 13,8            | 8,1              | 4,6              | 14,2       |
| Record de froid (°C) date du record   | −17,9 05.01.1985 | −15,6 07.02.1991 | −14,6 01.03.05 | −6,1 12.04.1986 | −1,4 06.05.1979 | −0,1 05.06.1991 | 2,9 22.07.1980 | 2,9 24.08.1980 | 1,3 07.09.1985 | −3,4 24.10.03   | −10,8 23.11.1998 | −15,5 03.12.1973 | −17,9 1985 |
| Record de chaleur (°C) date du record | 15,2 05.01.1999  | 20,9 27.02.19    | 25,6 31.03.21  | 27,9 21.04.18   | 32,4 28.05.17   | 35,4 26.06.19   | 39,3 25.07.19  | 38,2 08.08.03  | 33,1 15.09.20  | 26,2 10.10.1979 | 21,1 02.11.20    | 15,6 17.12.15    | 39,3 2019  |
| Précipitations (mm)                   | 85,9             | 70,2             | 67,5           | 52,6            | 67,9            | 68,4            | 70,7           | 69,5           | 69,6           | 79,7            | 81,7             | 100,4            | 884,1      |

| Diagramme climatique                                  |             |             |           |             |              |              |            |              |             |            |             |
| J                                                     | F           | M           | A         | M           | J            | J            | A          | S            | O           | N          | D           |
| 4,1−0,485,9                                           | 5,8−0,370,2 | 10,42,267,5 | 154,952,6 | 18,88,567,9 | 22,211,568,4 | 24,313,670,7 | 2413,469,5 | 19,410,269,6 | 13,87,179,7 | 8,13,281,7 | 4,60,6100,4 |
| Moyennes : • Temp. maxi et mini °C • Précipitation mm |             |             |           |             |              |              |            |              |             |            |             |

Les paramètres climatiques de la commune ont été estimés pour le milieu du siècle (2041-2070) selon différents scénarios d'émission de gaz à effet de serre à partir des nouvelles projections climatiques de référence DRIAS-2020. Ils sont consultables sur un site dédié publié par Météo-France en novembre 2022.

## Urbanisme

### Typologie
Au 1er janvier 2024, Hagondange est catégorisée centre urbain intermédiaire, selon la nouvelle grille communale de densité à sept niveaux définie par l'Insee en 2022.
Elle appartient à l'unité urbaine de Metz, une agglomération intra-départementale regroupant 42  communes, dont elle est une commune de la banlieue,,. Par ailleurs la commune fait partie de l'aire d'attraction de Metz, dont elle est une commune de la couronne,. Cette aire, qui regroupe 245 communes, est catégorisée dans les aires de 200 000 à moins de 700 000 habitants,.

### Occupation des sols
L'occupation des sols de la commune, telle qu'elle ressort de la base de données européenne d’occupation biophysique des sols Corine Land Cover (CLC), est marquée par l'importance des territoires artificialisés (83 % en 2018), en augmentation par rapport à 1990 (76,3 %). La répartition détaillée en 2018 est la suivante : zones urbanisées (41,8 %), zones industrielles ou commerciales et réseaux de communication (27,5 %), espaces verts artificialisés, non agricoles (13,5 %), forêts (6,4 %), milieux à végétation arbustive et/ou herbacée (6 %), terres arables (3,5 %), eaux continentales (1,1 %), mines, décharges et chantiers (0,3 %). L'évolution de l’occupation des sols de la commune et de ses infrastructures peut être observée sur les différentes représentations cartographiques du territoire : la carte de Cassini (XVIIIe siècle), la carte d'état-major (1820-1866) et les cartes ou photos aériennes de l'IGN pour la période actuelle (1950 à aujourd'hui).

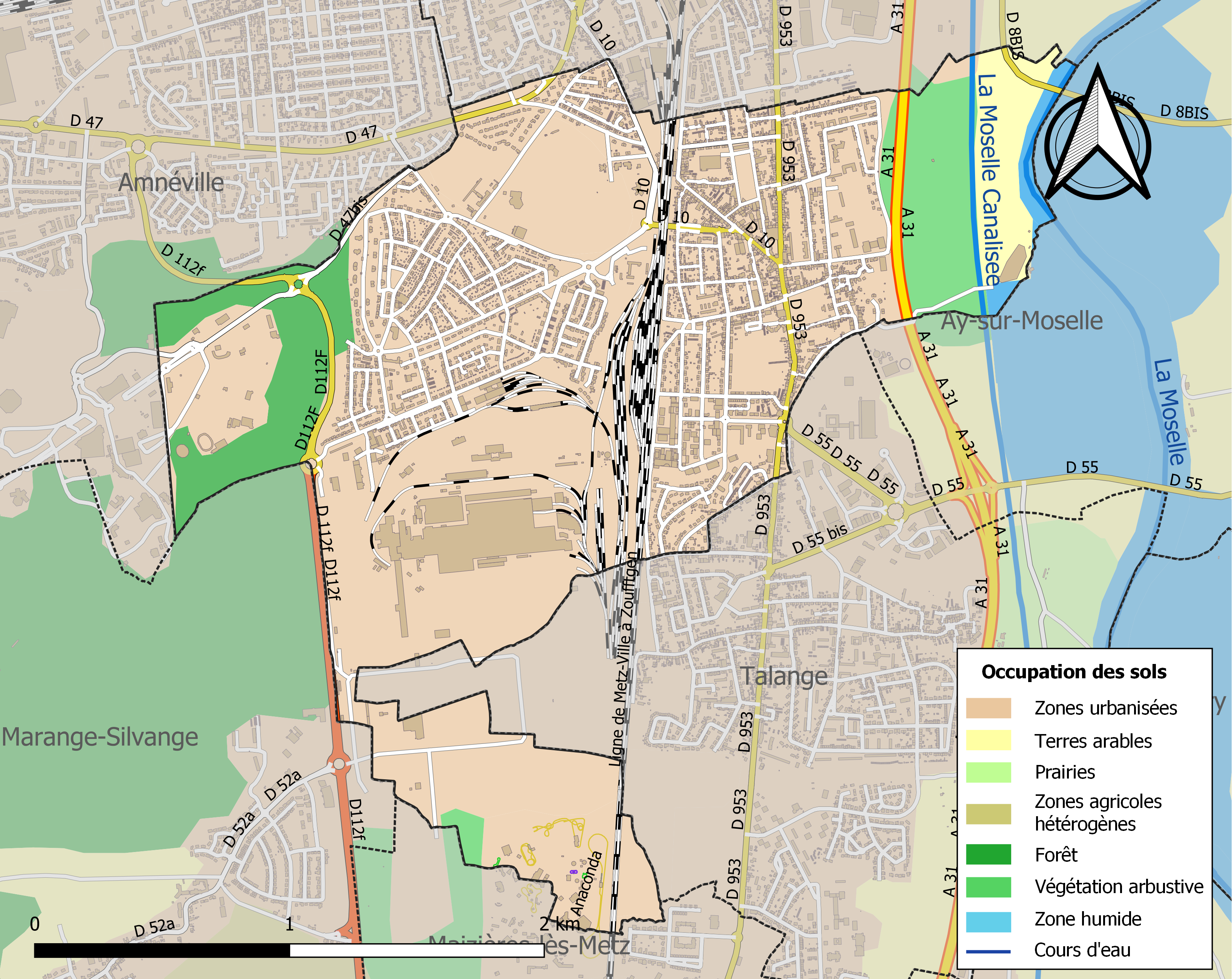
Carte des infrastructures et de l'occupation des sols de la commune en 2018 (CLC).

## Toponymie
D’un nom de personne germanique Ingoald ou Ingold suivi du suffixe -ing (du germanique commun *-ingaz « appartenant à, venant de, descendant de », du vieil haut allemand ingan « rentrer (chez)  » francisé administrativement en -ange.
Hagelinga en 795, Angoldenges en 1128 (VTF 318), Angodange en 1179, Engeldingen (1473), Dagondenges (1484), Angeldinges (1528), Angeldinghen (1537), Angeldingen (1544 et 1614), Ingeldingen ou Angeldingen (1583), Ingeldingen (1622–1628), Engoldinge (1704), Angoudange (1708), Agodanges et Angodenges (1748), Hautgondange (1772-1774).
En lorrain roman : Augondange et Haugondanche, en francique lorrain : Hoendéngen et Hoendéng, en allemand : Hagelingen, Hagendingen (1871-1918 et 1940-1944).
Le patronyme Engeldinger, qui est issu d'une ancienne forme de ce toponyme, serait originaire de la commune.
Le parler local fait entendre : "Hakantanch".

## Histoire
Le village dépendait de l’ancienne province des Trois-Évêchés, plus précisément du Val de Metz. Alors possession du chapitre de la cathédrale de Metz, le village de Hagondange fut revendiqué par le Luxembourg qui l’incendia, le pilla et le dévasta en 1517. La commune fut ensuite luxembourgeoise jusqu’au traité des Pyrénées de 1659. Ce qui explique d’ailleurs pourquoi les armoiries du duché de Luxembourg figurent sur le blason de la commune.
En 1817, Hagondange comptait 275 habitants répartis dans 45 maisons.
Comme les autres communes de l’actuel département de la Moselle, Hagondange est annexée à l’Empire allemand de 1871 à 1918. Hagondange est rebaptisée Hagendingen. C’est une période de prospérité pour la commune qui connaît un véritable essor industriel et démographique à partir de 1910. Si en 1900, la population est de 350 habitants, elle est de 1 727 habitants dix ans plus tard. Lorsque la Première Guerre mondiale éclate, les Mosellans se battent naturellement pour l’Empire allemand. Beaucoup de jeunes Mosellans tombèrent au champ d’honneur sous l’uniforme allemand, principalement sur le Front de l’Est. Les habitants de Hagondange accueillent avec joie la fin des hostilités et la paix retrouvée. Hagendingen (en allemand) redevient Hagondange.
La Seconde Guerre mondiale et le drame de l’Annexion marqueront longtemps les esprits. Beaucoup de jeunes gens incorporés de force dans les armées allemandes ne revinrent jamais. La commune sera libérée dès le 7 septembre 1944 par la IIIe armée de Patton, échappant aux derniers bombardements américains.

## Économie

### Entreprises et commerces

#### Agriculture
- Culture de céréales, de légumineuses et de graines oléagineuses.

#### Tourisme
- Hébergements et restauration à Hagondange, Talange, Amnéville, Maizières-lès-Metz, Clouanges, Rombas, Semécourt.

#### Commerces et services
- Commerces et services de proximité[28].
- Ancienne cimenterie[29].
- Usine Thyssen AG (1911 à 1979)[30].
- Sidérurgie.

En 1911, Thyssen fonde la Stahlwerk Thyssen AG avec un projet initial comprenant quatre hauts fourneaux. Mais très vite, la décision est prise d’en ériger six, mis à feu entre 1912 et 1914. Au lendemain de la première Guerre mondiale, l'usine est mise sous séquestre et attribuée en 1920 à l'Union des Consommateurs de Produits métallurgiques (UCPMI).
La production atteint alors 600 000 tonnes de fonte, puis 820 000 tonnes en 1961.
Le HF6 est arrêté en juin 1963. En 1967, pour la première fois depuis 1948, trois hauts fourneaux seulement suffisent à assurer la production. En 1973, les cinq hauts fourneaux, de 6 mètres de diamètre au creuset, ont une capacité de 1 000 000 tonnes de fonte. Le HF2 est arrêté en 1974, suivi des HF1 et HF3 en 1977 et 1978. Les deux derniers hauts fourneaux (HF4 et HF5) sont éteints le 23 juin 1979.
Le groupe sidérurgique Ascometal passe sous pavillon britannique en juillet 2024.

## Population et société

### Démographie

#### Évolution démographique
Cette agglomération, couramment nommée Hagondange-Briey, avait plus de 130 000 habitants dans les années 1970, mais est tombée à 112 000 en 1990.
L'évolution du nombre d'habitants est connue à travers les recensements de la population effectués dans la commune depuis 1793. Pour les communes de moins de 10 000 habitants, une enquête de recensement portant sur toute la population est réalisée tous les cinq ans, les populations de référence des années intermédiaires étant quant à elles estimées par interpolation ou extrapolation. Pour la commune, le premier recensement exhaustif entrant dans le cadre du nouveau dispositif a été réalisé en 2005.

En 2022, la commune comptait 9 300 habitants, en évolution de +0,27 % par rapport à 2016 (Moselle : +0,52 %, France hors Mayotte : +2,11 %).
| 1793 | 1800 | 1806 | 1844 | 1861 | 1866 | 1871 | 1875 | 1880 |
| ---- | ---- | ---- | ---- | ---- | ---- | ---- | ---- | ---- |
| 218  | 222  | 226  | 306  | 329  | 312  | 319  | 341  | 359  |

| 1885 | 1890 | 1895 | 1900 | 1905 | 1910  | 1921  | 1926  | 1931  |
| ---- | ---- | ---- | ---- | ---- | ----- | ----- | ----- | ----- |
| 350  | 372  | 382  | 548  | 819  | 1 727 | 5 016 | 5 495 | 6 424 |

| 1936  | 1946  | 1954  | 1962   | 1968   | 1975   | 1982  | 1990  | 1999  |
| ----- | ----- | ----- | ------ | ------ | ------ | ----- | ----- | ----- |
| 7 003 | 8 114 | 9 238 | 10 073 | 10 567 | 10 048 | 9 091 | 8 222 | 8 675 |

| 2005  | 2006  | 2010  | 2015  | 2020  | 2022  | - | - | - |
| ----- | ----- | ----- | ----- | ----- | ----- | - | - | - |
| 9 053 | 9 137 | 9 414 | 9 281 | 9 332 | 9 300 | - | - | - |

### Enseignement
Établissements d'enseignements :
- Écoles maternelles et primaires à Hagondange, Mondelange, Talange.
- Collèges à Hagondange, Amnéville, Talange, Maizières-lès-Metz, Vitry-sur-Orne.
- Lycées à Hagondange, Talange, Rombas.

### Santé
Professionnels et établissements de santé :
- Médecins à Hagondange, Talange, Mondelange, Amnéville, Ay-sur-Moselle.
- Pharmacies à Hagondange, Talange, Mondelange, Amnéville, Richemont, Maizières-lès-Metz.
- Hôpitaux à Maizières-lès-Metz, Marange-Silvange, Moyeuvre-Grande, Joeuf, Hayange.

### Cultes
- Culte catholique, Archiprêtré d’Hagondange[39], Diocèse de Metz.
- Culte protestant, Paroisse de Hagondange (Maizières-lès-Metz)[40], Consistoire réformé de Metz.

## Environnement
- Parc et étang artificiel la Ballastière, ancienne gravière créée en 1910 pour la construction de l'usine sidérurgique d'Hagondange[41].

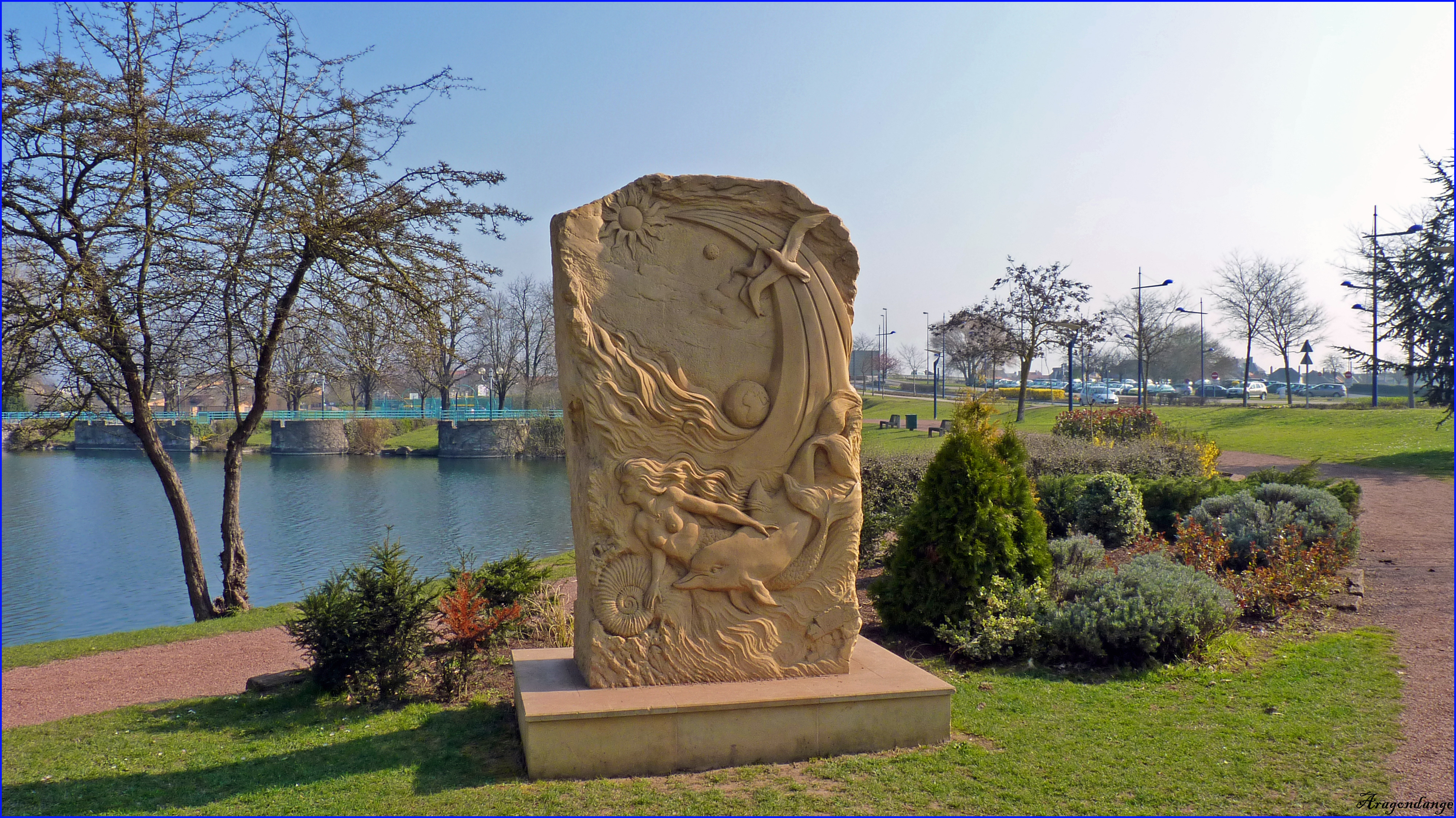
Étang artificiel de la Ballastière.
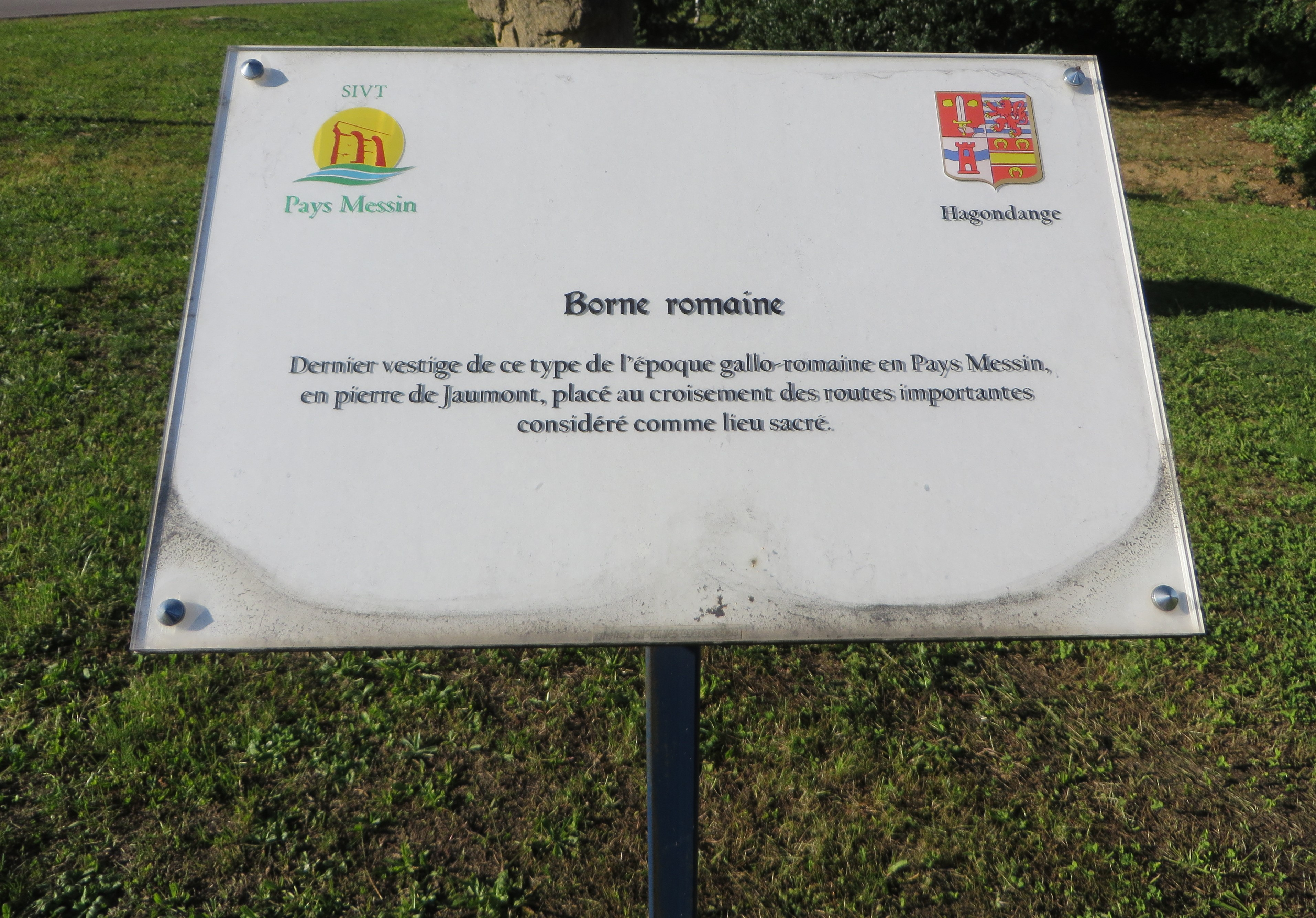
Plaque explicative.
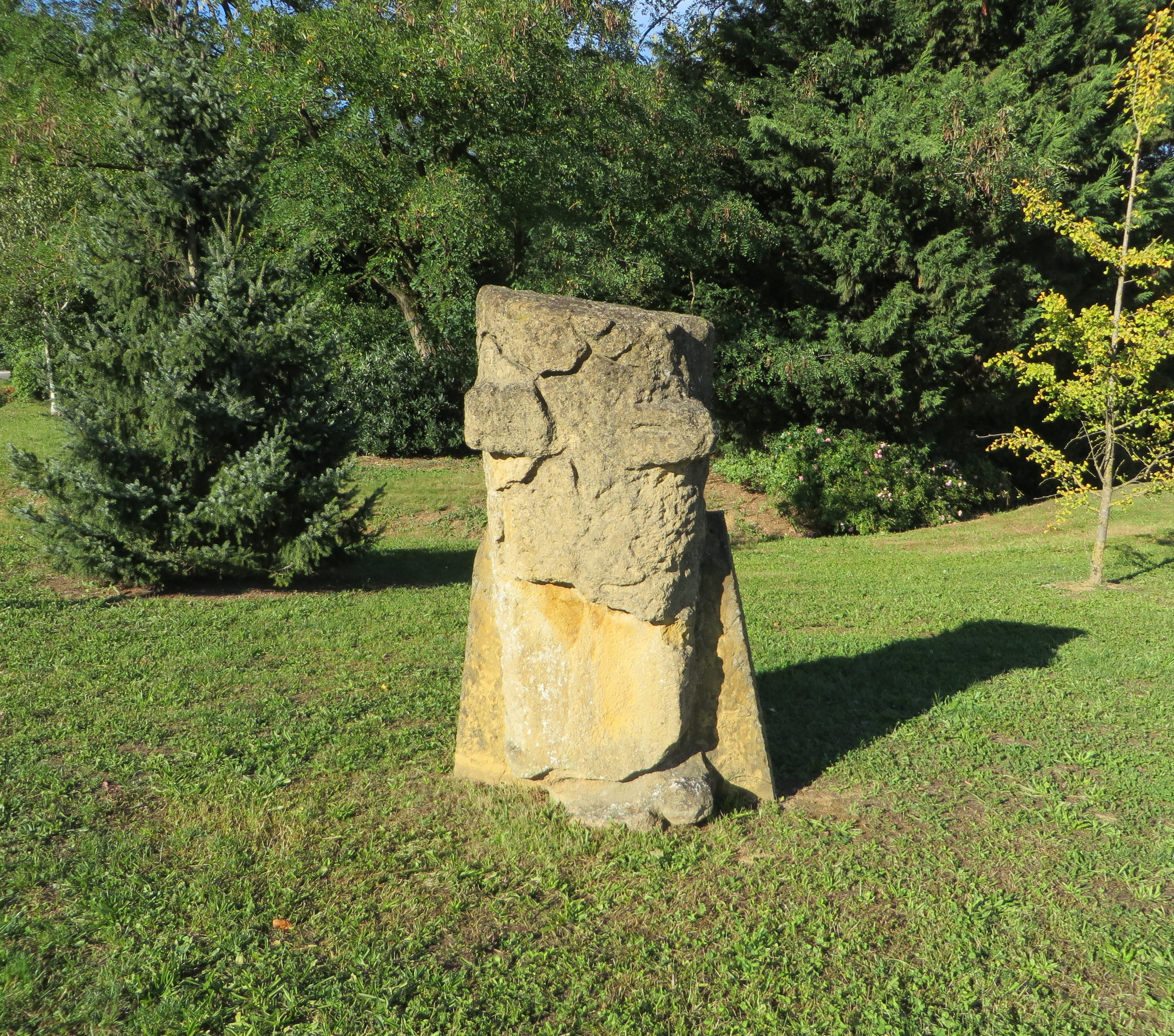
Borne romaine.

## Politique et administration

### Liste des maires
Le 1er janvier 2004, Hagondange et cinq communes alentour forment la communauté de communes du Sillon mosellan. L'ensemble rejoint la communauté de communes Rives de Moselle le 1er janvier 2014 qui rassemble vingt communes.

### Budget et fiscalité 2023
En 2023, le budget de la commune était constitué ainsi :
- total des produits de fonctionnement : 14 191 000 €, soit 1 504 € par habitant ;
- total des charges de fonctionnement : 13 235 000 €, soit 1 402 € par habitant ;
- total des ressources d'investissement : 3 768 000 €, soit 399 € par habitant ;
- total des emplois d'investissement : 6 597 000 €, soit 699 € par habitant ;
- endettement : 561 000 €, soit 59 € par habitant.

Avec les taux de fiscalité suivants :
- taxe d'habitation : 8,28 % ;
- taxe foncière sur les propriétés bâties : 33,32 % ;
- taxe foncière sur les propriétés non bâties : 50,42 % ;
- taxe additionnelle à la taxe foncière sur les propriétés non bâties : 0,00 % ;
- cotisation foncière des entreprises : 0,00 %.

Chiffres clés Revenus et pauvreté des ménages en 2021 : médiane en 2021 du revenu disponible, par unité de consommation : 21 770 €.

## Transports
- Gare ferroviaire d’Hagondange ;
- Ancien tramway d’Hagondange.

## Culture locale et patrimoine

### Lieux et monuments

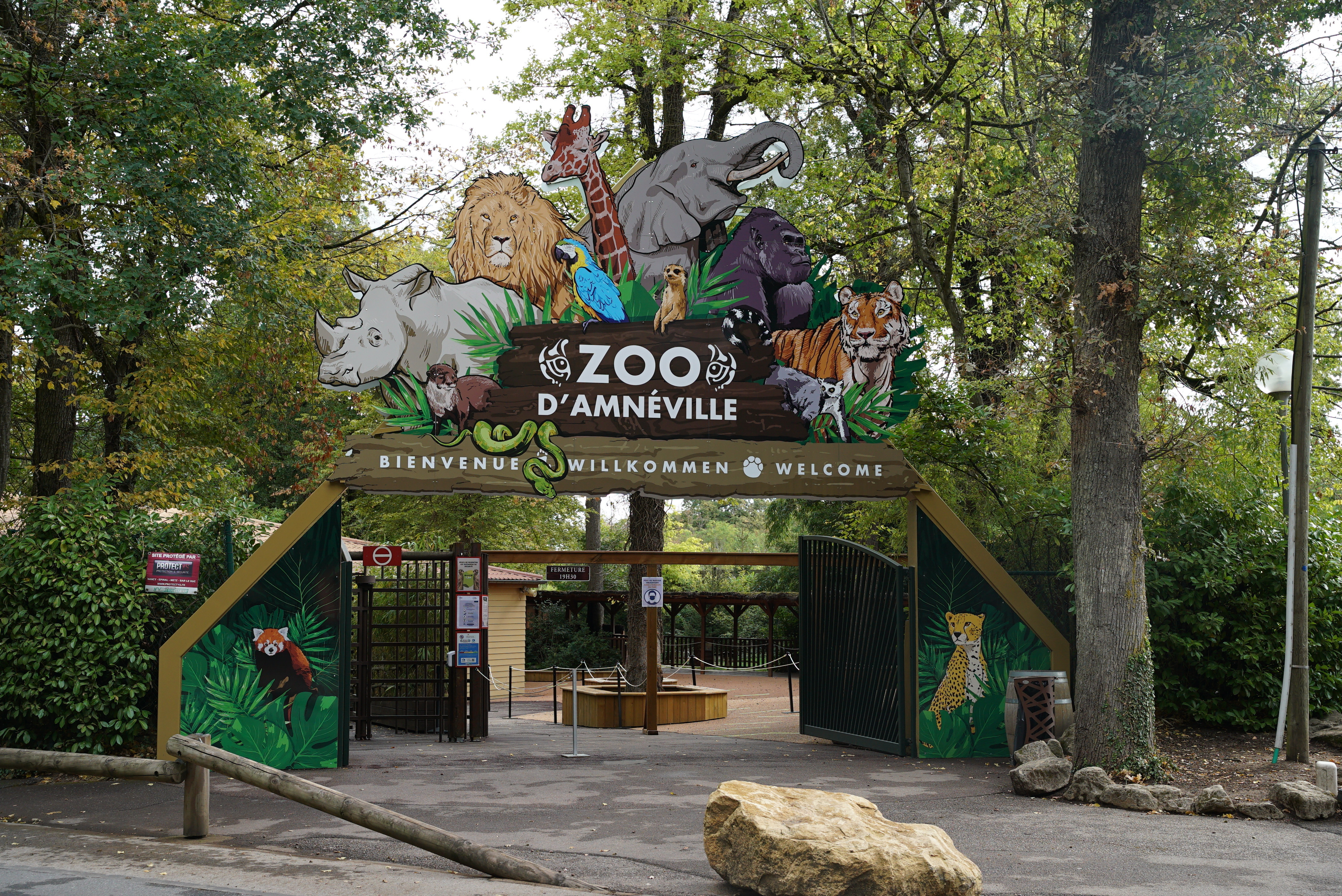
Zoo d'Amnéville.

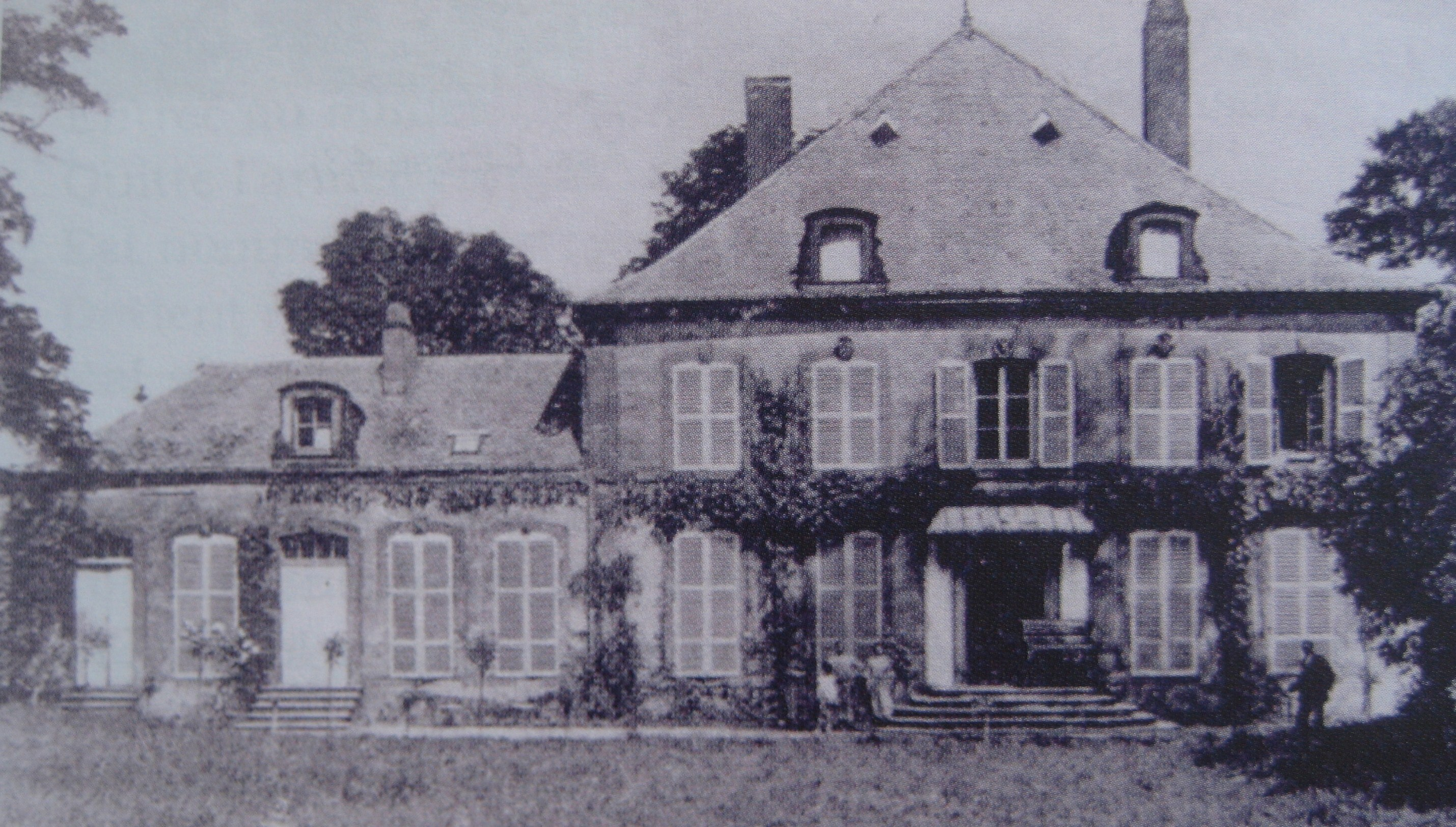
Château Curel.

- Le Zoo d'Amnéville, en dépit de son nom, se situe sur la commune d'Hagondange.
- Ancienne motte castrale et logis XVIe siècle du château bâti pour Ernest de Curel.
- Parc de l’ancien château.
- Fontaine ferrugineuse.
- Cimetière israélite créé en 1970.
- Sculptures à la Ballastière et au parc municipal.
- Cité ouvrière de la société des Aciers Fins de l’Est (SAFE). Labellisée Architecture contemporaine remarquable[48].
- Cité ouvrière Thyssen[49].
- Château Curel, maison de maître[50].
- Monument aux morts[51],[52].

#### Édifices religieux
- Ancienne église rue Jeanne-d’Arc (détruite), la tour du guet lui servant de clocher[53].
- Tour du guet, clocher roman du XIIe siècle de l’ancienne chapelle romane Saint-Paul détruite en 1972.
- Église du Cœur-Immaculé-de-la-Bienheureuse-Vierge-Marie du Centre, 1952[54].

Vitraux de Emmanuel Siminger (peintre-verrier à Montigny-lès-Metz), représentant le chemin de Croix.
Orgue.
- Église Saint-Jacques-le-Majeur d’Hagondange-Cité, 1950[56] :

Sculpture de Philippe Kaeppelin.
Orgue.
- Temple protestant réformé, impasse du Temple construit en 1913[59].

Avant de devenir un temple protestant, le lieu était un hangar à locomotives à vapeur.
- Synagogue rue Henri-Hoffmann, construite entre 1962 et 1966.

Aujourd’hui lieu culturel inauguré le 8 juillet 2013.
Cimetière juif,.
- Salle du Royaume, rue de Metz[64].

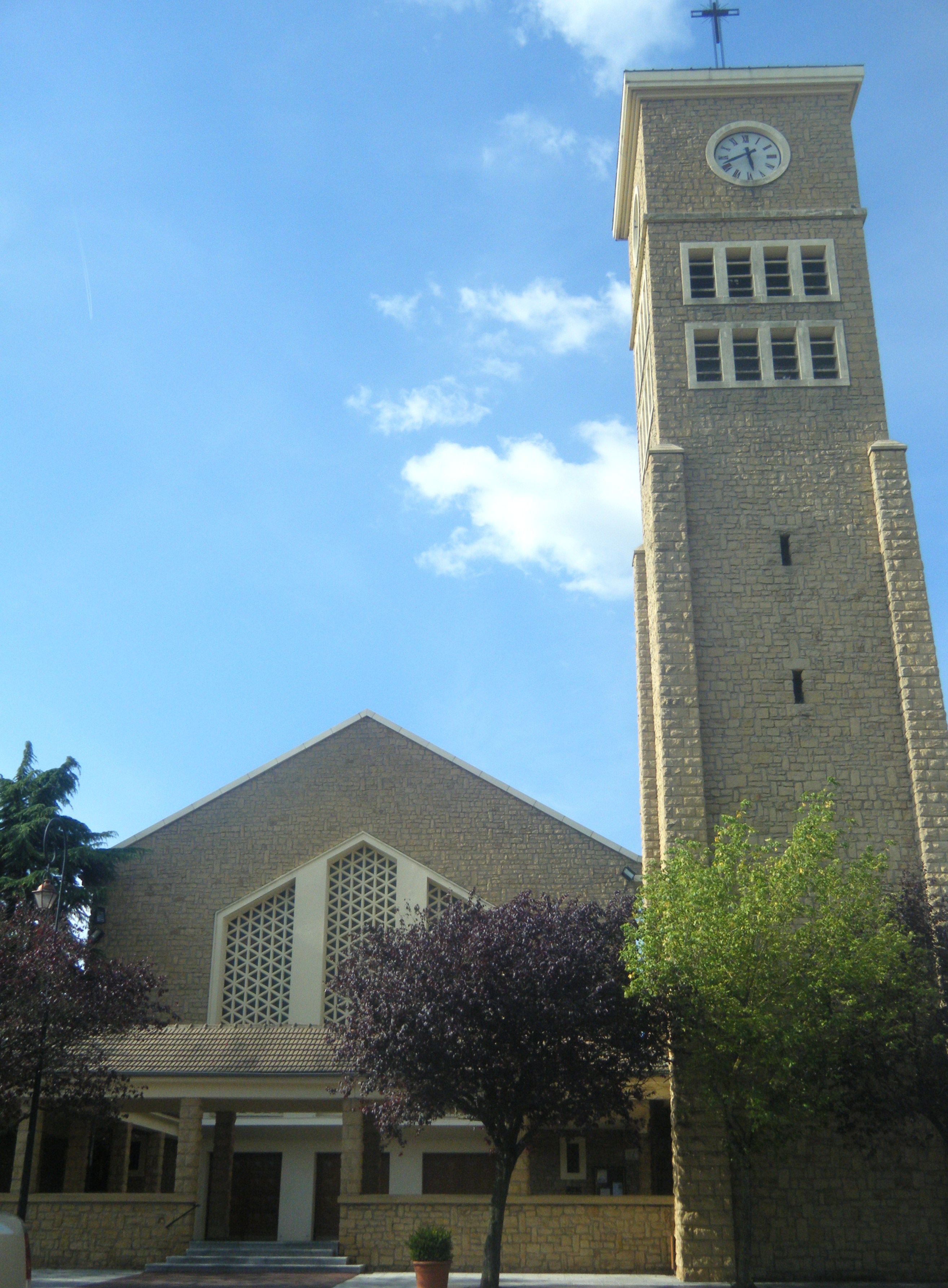
Église du Cœur-Immaculé-de-la-Bienheureuse-Vierge-Marie.
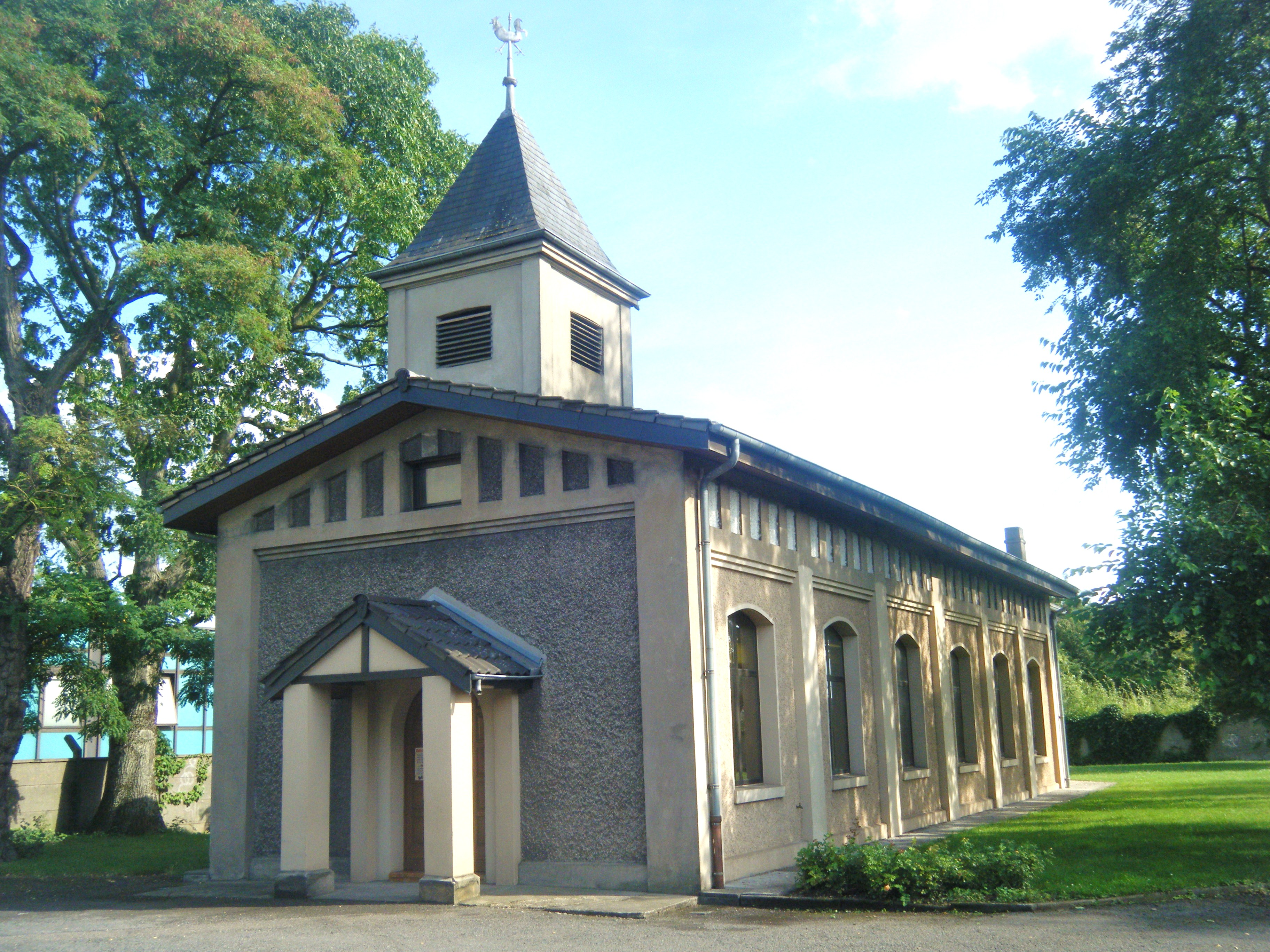
Le Temple protestant réformé.
Église Saint-Jacques-le-Majeur d'Hagondange-Cité.
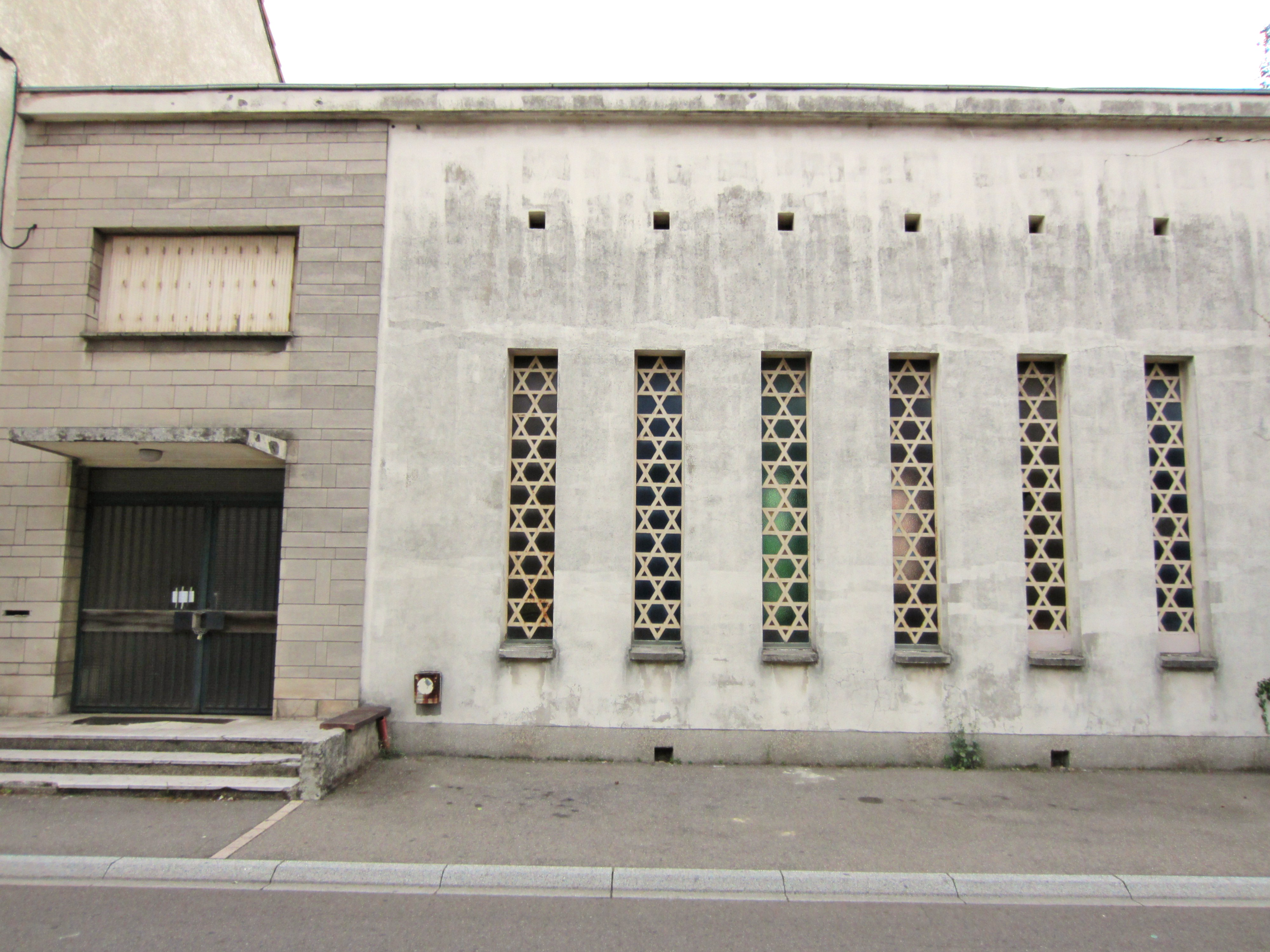
Ancienne synagogue.
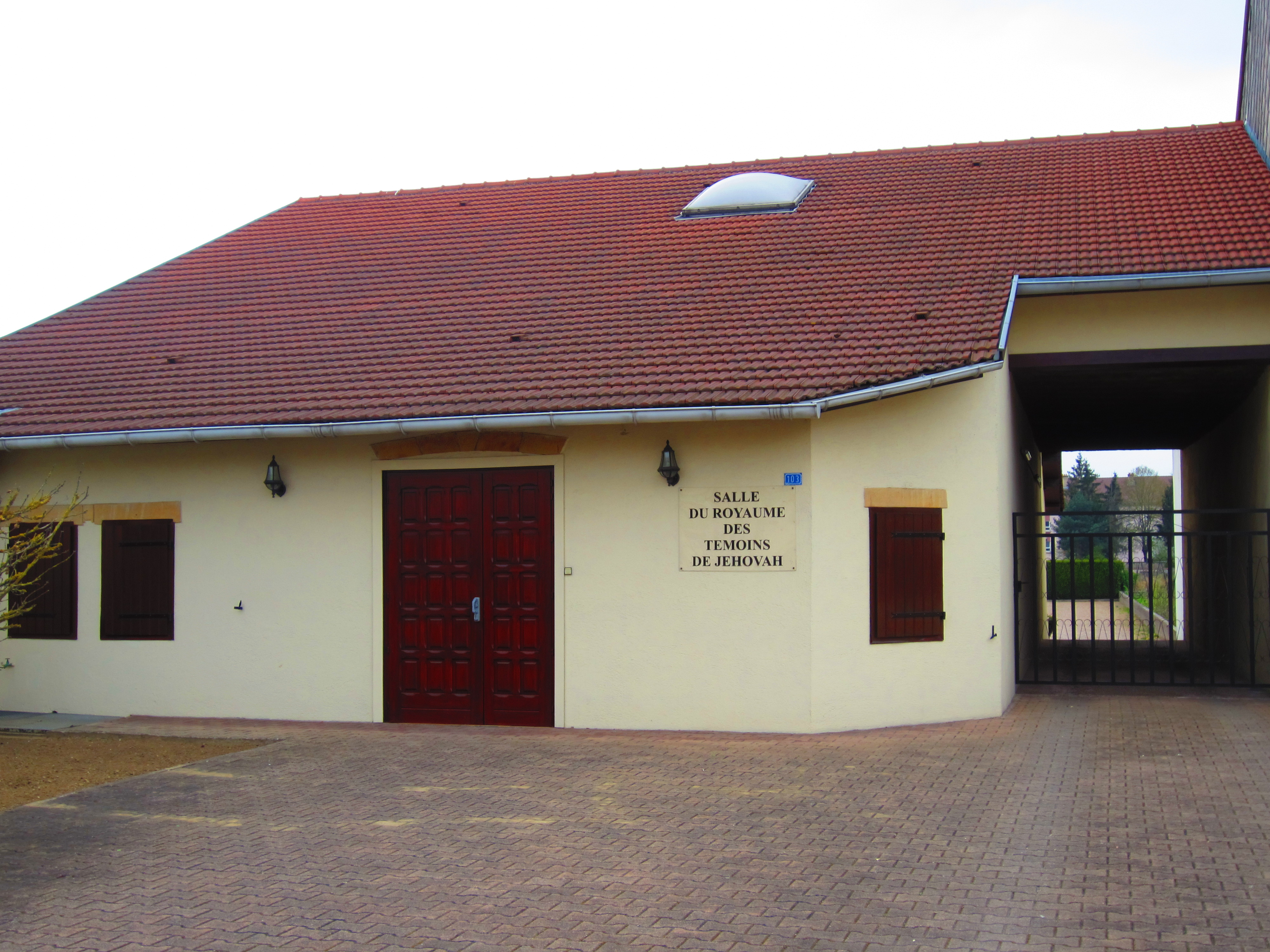
Salle du Royaume.

### Personnalités liées à la commune
- Eduard Isken (1918-1997) as de la Luftwaffe, né à Hagondange.
- Armand Nass (1919-2008), député de la Moselle de 1969 à 1973, né à Hagondange[65].
- Margot Durrmeyer (1920-2005), née à Hagondange, militante communiste, résistante, déportée.
- Geneviève de Fontenay (1932-2023), née Mulmann, a vécu à Hagondange-cité.
- Thierry Lentz (né en 1959), historien et directeur de la Fondation Napoléon, a vécu à Hagondange de 1959 à 1979.
- Anne Villemin Sicherman (née en 1951), écrivain, a exercé la médecine en tant que gynécologue à Hagondange de 1983 à 2013

### Héraldique
| Blason de Hagondange | Blason  | Écartelé : au 1er de gueules au dextrochère de carnation, vêtu d'azur, mouvant d'une nuée d'argent, tenant une épée du même, garnie d'or, accostée en chef de deux cailloux du même ; au 2e burelé d'argent et d'azur, au lion à la queue fourchée de gueules, armé, lampassé et couronné d'or ; au 3e d'argent à la fasce ondée d'azur, à la tour de gueules, ajourée d'argent, maçonnée de sable brochant sur le tout ; au 4e de gueules à la fasce d'or, accostée de deux cotices d'argent et accompagnée de trois fers à cheval d'or. |
| Blason de Hagondange | Détails | Le 1er reprend les armes de l'Évêché de Metz, le 2e celles du Luxembourg. Blason créé par Georges Coupard et enregistré le 5 décembre 1958. |

### Culture
- Loin d'Hagondange, pièce de théâtre de Jean-Paul Wenzel.
- Culture populaire de décorations de maison et illuminations de Noël (en décembre)[67]

### Sports
- Rugby à XV.

L'Entente sportive Hagondange qui a participé au Championnat de France de rugby à XV de 3e division fédérale 2012-2013